# Шеридан (округ, Вайоминг)
Округ Шеридан (англ. Sheridan County) — округ, расположенный в штате Вайоминг (США) с населением в 26 560 человек по статистическим данным переписи 2000 года.
Столица округа находится в городе Шеридан.

## История
Округ Шеридан был образован в 1888 году.

## География
По данным Бюро переписи населения США округ Шеридан имеет общую площадь в 6545 квадратных километров, из которых 6532 кв. километра занимает земля и 10 кв. километров — вода. Площадь водных ресурсов округа составляет 0,15 % от всей его площади.

### Соседние округа
- Биг-Хорн (Монтана) — север
- Паудер-Ривер (Монтана) — северо-восток
- Кэмпбелл — восток
- Джонсон — юг
- Биг-Хорн — запад

### Охраняемые природные территории
- Национальный заповедник Бигхорн (часть)

## Демография

Распределение населения округа Шеридан по возрастным диапазонам

По данным переписи населения 2000 года в округе Шеридан проживало 26 560 человек, 7079 семей, насчитывалось 11 167 домашних хозяйств и 12 577 жилых домов. Средняя плотность населения составляла 4 человека на один квадратный километр. Расовый состав округа по данным переписи распределился следующим образом: 95,88 % белых, 0,18 % чёрных или афроамериканцев, 1,27 % коренных американцев, 0,38 % азиатов, 0,12 % выходцев с тихоокеанских островов, 1,34 % — представителей смешанных рас, 0,82 % — других народностей. Испано- и латиноамериканцы составили 2,43 % от всех жителей округа.
Из 11 167 домашних хозяйств в 28,40 % — воспитывали детей в возрасте до 18 лет, 52,00 % представляли собой совместно проживающие супружеские пары, в 8,20 % семей женщины проживали без мужей, 36,60 % не имели семей. 30,90 % от общего числа семей на момент переписи жили самостоятельно, при этом 12,50 % составили одинокие пожилые люди в возрасте 65 лет и старше. Средний размер домашнего хозяйства составил 2,31 человек, а средний размер семьи — 2,90 человек.
Население округа по возрастному диапазону по данным переписи 2000 года распределилось следующим образом: 24,10 % — жители младше 18 лет, 8,00 % — между 18 и 24 годами, 25,30 % — от 25 до 44 лет, 27,10 % — от 45 до 64 лет и 15,50 % — в возрасте 65 лет и старше. Средний возраст жителей округа составил 41 год. На каждые 100 женщин в округе приходилось 95,90 мужчин, при этом на каждых сто женщин 18 лет и старше приходилось 94,00 мужчин также старше 18 лет.
Средний доход на одно домашнее хозяйство в округе составил 34 538 долларов США, а средний доход на одну семью в округе — 42 669 долларов. При этом мужчины имели средний доход в 31 381 доллар в год против 20 354 долларов среднегодового дохода у женщин. Доход на душу населения в округе составил 19 407 долларов в год. 8,60 % от всего числа семей в округе и 10,70 % от всей численности населения находилось на момент переписи населения за чертой бедности, при этом 14,40 % из них были моложе 18 лет и 6,40 % — в возрасте 65 лет и старше.

## Главные автодороги
- I-90
- US 14
- US 16
- US 87
- WH 193

## Населённые пункты

### Города
- Шеридан
- Клермонт
- Дейтон
- Ранчестер

### Статистически обособленные местности
- Арвада
- Биг-Хорн
- Паркман
- Стори

### Другие
- Баннер
- Лейтер
- Вулф
- Уарно